# Молино дела Сињора (Павија)
Молино дела Сињора је насеље у Италији у округу Павија, региону Ломбардија.
Према процени из 2011. у насељу је живело 14 становника. Насеље се налази на надморској висини од 361 м.